# Majakovskij (Armenia)
Mayakovskiy (in armeno Մայակովսկի?, conosciuto anche come Mayakovski, in passato Shahab) è un comune dell'Armenia di 2 096 abitanti (2008) della provincia di Kotayk'.